# Mont Usu
Le mont Usu (有珠山, Usu-zan) est un volcan du Japon situé en Hokkaidō. Il se trouve dans le parc national de Shikotsu-Tōya, à proximité du lac Tōya et du Shōwa-shinzan, un autre volcan.

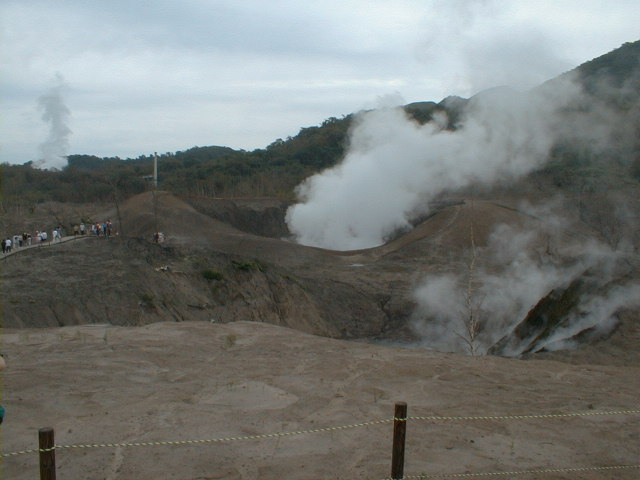
Fumerolles sur le mont Usu en 2007.